# Чурек (хліб)

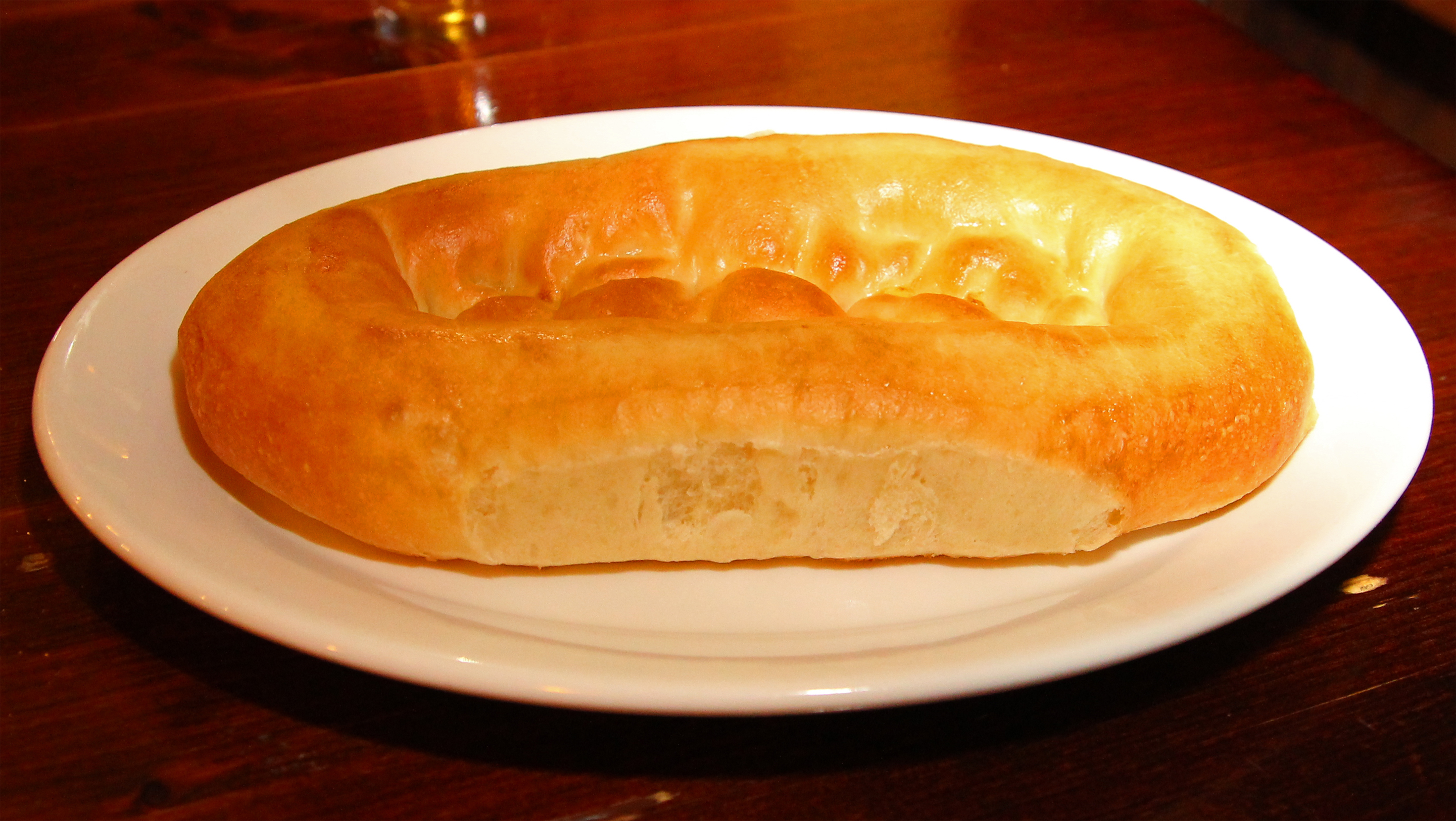
Осетинський чурек

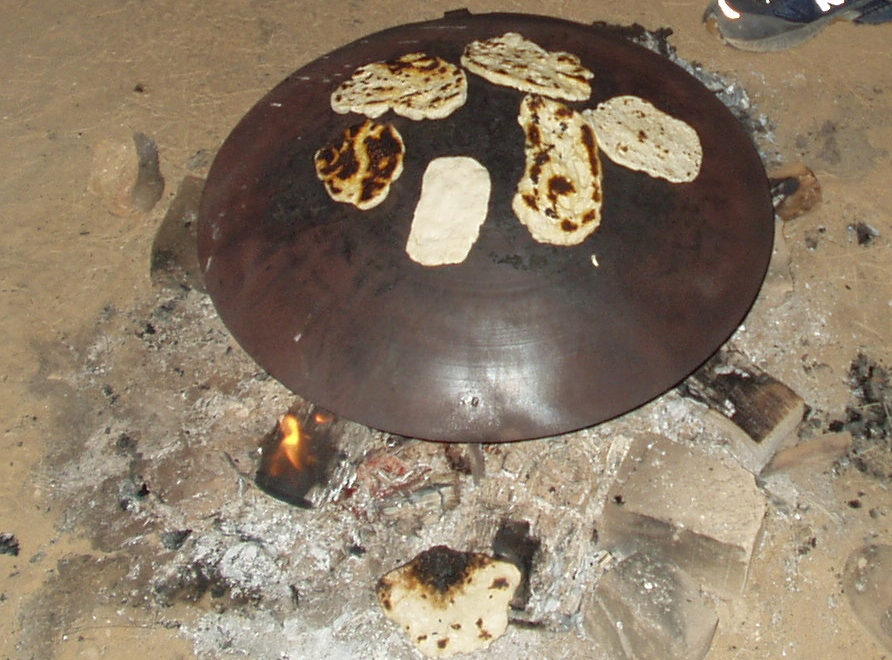
Випікання чуреків на саджі

Чурек (тур. хліб) — назва прісних хлібних коржів на Північному Кавказі (в основному в Кабардино-Балкарії та Черкесії), які випікаються з пшеничного, ячмінного або кукурудзяного борошна, як правило в золі.
Азербайджанський чурек в сільській місцевості випікається на глиняному (спочатку) або металевому, злегка опуклому аркуші (званим саджу), розміщених над вогнищем. Чуреки (і лаваші) також печуть і в тандирах. Назва чурек входить в найменування азербайджанського пісочного печива шакер-чурек.
Найпопулярніші туркменські чуреки з дріжджового тіста це чурек простий і чурек кулче.